# Torre i muralles dels Borja
La Torre i muralles dels Borja és un conjunt arquitectònic del municipi valencià de Canals (la Costera), al nucli de la Torreta de Canals (al qual dona nom). Està declarat bé d'interès cultural des d'abril 2000. La torre es diu també Torreta de Canals.

## Descripció
La torre és de planta quadrada i tres altures, encara que al segle xix es va derruir l'última. Originalment, s'hi accedia mitjançant un arc de mig punt de carreu al primer pis, que era la forma habitual d'accés a les torres de defensa perquè permetia aïllar-la simplement retirant l'escala d'accés. En l'actualitat s'ha reemplaçat per una escala metàl·lica. Està construïda enterament en pedra i maçoneria. La primera i la segona planta s'obren a l'exterior mitjançant finestres sageteres i a la planta es troba una gran cambra amb tres finestres rectangulars. La terrassa és accessible, i conserva com a element defensiu un ampit amb merlets.

## Història
Basant-se en les restes trobades, data del segle xiii durant l'època musulmana. Després de la Reconquesta la fortificació va quedar abandonada sense ús, però en el segle xiv s'hi va construir un palau gòtic que va reutilitzar la torre musulmana i part de la muralla. Aquest palau pertanyia a la família Borja, titulars de la baronia de la Torre. Calixt III és un dels membres d'aquesta família nascuts en aquest edifici. El 1506 va ser venuda, amb la Baronia, a l'ajuntament de Xàtiva. El consistori xativí va ser propietari de l'edifici durant els segles següents, en què es va produir la ruïna progressiva del palau. El 1758 va ser necessari restaurar-lo i el 1847, novament en ruïnes, va ser venut per l'ajuntament de Xàtiva a diversos particulars. Finalment l'ajuntament de Canals va adquirir la torre i la va restaurar el 1995 i va eliminar els edificis que s'havien anat adossant a la torre.